# Paradoja de Klein
En mecánica cuántica relativista, la paradoja de Klein es una problema hipotético relacionado con la ecuación de Dirac. La paradoja aparece cuando se intenta interpretar ciertas soluciones de la ecuación de Dirac bajo la interpretación de una partícula única. Específicamente, predice la no conservación de la amplitud de la función de onda de una partícula cuando atraviesa una barrera de alta energía. La paradoja fue publicada en 1929 y fue nombrada en honor a su autor, Oskar Klein.

## Descripción
Supongamos que un electrón con energía E está clasicamente confinado en el espacio x<0 bajo un potencial escalón de altura finita V>E (suponemos que inicialmente V - E < mc²). La descripción cuántica dada por la ecuación de Dirac muestra que existe en el espacio x>0, una onda evanescente, que penetra con un leve espesor en la región prohibida clasicamente, con una amplitud exponencialmente decreciente. En analogía con la cuántica no relativista, se podría pensar que el espesor que penetra disminuiría si se aumenta la altura del escalón V. La solución relativista, muestra lo contrario. Cuando V>E + mc² la amplitud de la onda para x > 0 es constante. La onda ya no es evanescente, el electrón ya no está confinado por la izquierda. Más interesante aún la amplitud de la onda reflejada es superior a la amplitud de la onda incidente.
Esta paradoja se resuelve abandonando la descripción de una partícula única en el problema. La interpretación correcta viene de la teoría cuántica de campos: cuando V supera E + mc² se producen pares electrón-positrón.

### Caso no masivo
El mismo efecto puede suceder en el caso de fermiones con masa nula. Si la energía es inferior a la barrera de potencial la transmisión a través de una barrera finita es de 100% y la reflexión es nula.

## Sistemas reales
La movilidad de las cargas en grafeno es bastante alta debido en parte a este efecto. La ecuación de Dirac para partículas sin masa describe la dinámica de los electrones de conducción en el grafeno de manera efectiva. Creando barreras de potencial es posible reproducir experimentalmente la experiencia de Klein en el grafeno a bajas energías. Los resultados concuerdan con la teoría de Klein.